# 安迪·奧拜恩
安德魯·占士·"安迪"·奧拜恩（英語：Andrew James "Andy" O'Brien，1979年6月29日—）是一名在英格蘭出生的愛爾蘭職業足球員，擔任後衛，現時效力美國職業足球大聯盟球會溫哥華白浪。

## 生平

### 球會
奧拜恩早年曾在列斯聯足球學院受訓，但在14歲被放棄。他於1994年加盟巴拉福特青年隊，並於1996年晉身一隊及鞏固正選席位，更於1998/99年球季協助球隊取得甲組〈第二級〉聯賽亞軍及來季升班英超資格。
2001年3月陷於財困及面臨降班的巴拉福特以200萬英鎊將奧拜恩賣到紐卡素，效力四年期間一直是球隊後防主力。2005年6月13日，奧拜恩再以200萬英鎊身價轉投樸茨茅夫，簽約四年，但卻因傷患困擾而失落正選席位。
2007年8月13日奧拜恩加盟保頓，轉會費沒有透露，簽約兩年，是新任領隊森美·李爾在新球季簽入的第十二名球員。奧拜恩迅速在球隊奠定正選席位，更在奇雲·路蘭缺陣時代任隊長。2008年10月奧拜恩與保頓續約至2011年。在加利·麥臣（Gary Megson）麾下，奧拜恩一直是球隊中堅的不二之選，但當奧雲·高利上任後，逐漸採用加利·卡希爾伙拍薩特·禮特鎮守中路，奧拜恩成為第三人選。
2010/11年球季季初奧拜恩僅獲派在1場英格蘭聯賽盃及2場英超上陣，但在作客對阿士東維拉上陣18分鐘便因傷退下火線。2010年10月29日奧拜恩獲外借到列斯聯1個月，期間上陣5場協助球隊保持不敗，於對侯城更取得一個入球，列斯聯在聯賽榜排名上升至第五位，因而獲得延長借用至翌年1月4日。
2011年1月1日列斯聯擊退卡迪夫城正式羅致奧拜恩，雙方簽訂兩年半合約。2011/12年球季奧拜恩獲發「5」號球衣，並於揭幕戰正選上陣對，但以1-3敗北，他的頭球回傳讓阿當·拉爾拉拿射入第二球；次仗於英格蘭聯賽盃對舊東主更錯漏百出，於下半場落後1-2被換出場時遭到列斯聯球迷大喝倒采，最終球隊反勝3-2晉級。奧拜恩於8月份在盃賽及聯賽再各上陣1場後便長坐冷板凳。直到11月6日列斯聯後防因傷停問題而人手告急，奧拜恩才獲解凍復出作客對莱斯特城，於球隊0-5大敗黑池腳下後領導後防保持不失小勝1-0。但於11月19日作客2-1擊敗賽後，領隊西蒙·加利臣透露奧拜恩於週五致電表示不願上陣，亦即代表其列斯聯生涯的終結。
2012年5月2日，列斯聯宣佈奧拜恩列入可轉會名單。
2012年8月1日，奧拜恩與列斯聯達成協議提早結朿合約之後，加盟美國職業足球大聯盟球會溫哥華白浪。
2013年8月8日，溫哥華白浪與奧拜恩延長合約一年令其留隊至2014年12月底。

### 國家隊
奧拜恩曾代表英格蘭U18及U21參加國際賽，由於父親在愛爾蘭出生，其後轉為代表愛爾蘭參賽。首先為愛爾蘭U21上陣，於2001年開始成為大國腳，並隨隊參賽2002年世界盃。2005年2月9日對葡萄牙射入代表國家隊以來首個，亦是唯一一個入球。他於2008年2月於28歲當打之齡宣佈退出國家隊行列。

## 外部連結
- BBC profile （页面存档备份，存于）
- 足球数据库：安迪·奧拜恩的球员统计数据
- 安迪·奧拜恩 （页面存档备份，存于）於溫哥華白浪官網簡歷